# فرودگاه بین‌المللی سن دیه‌گو

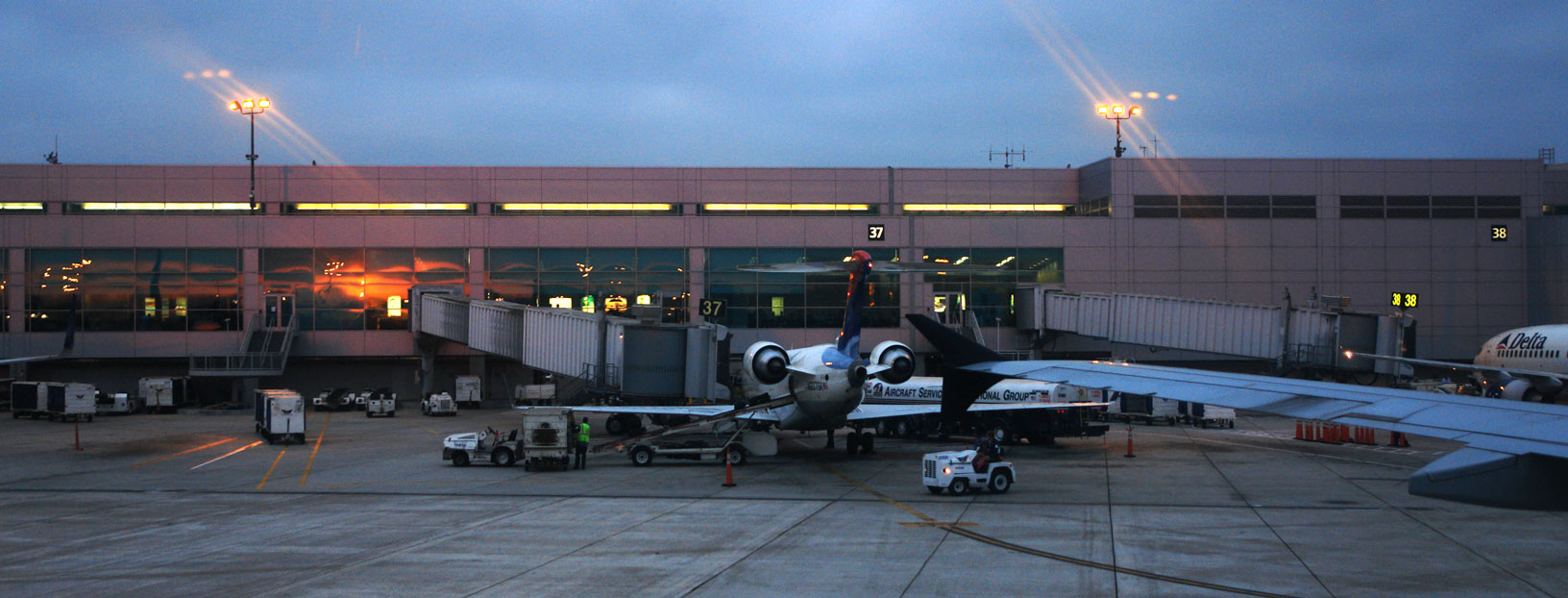
نمایی از فرودگاه

فرودگاه بین‌المللی سن دییگو (به انگلیسی: San Diego International Airport) فرودگاهی بین‌المللی است که در شهر سن دییگو در ایالت کالیفرنیا واقع شده و از پر رفت‌وآمدترین فرودگاه‌های آمریکا می‌باشد.
از طراحان این فرودگاه ویلیام پریرا را می‌توان نام برد.